# Folke Alnevik
Arvid Folke Alnevik (né le 31 décembre 1919 à Arbrå et mort le 17 août 2020 à Gävle) est un athlète suédois spécialiste du 400 mètres. Licencié à l'I14 IF, il mesure 1,82 m pour 70 kg.

## Carrière

### Palmarès
| Date | Compétition           | Lieu    | Résultat | Performance  |
| ---- | --------------------- | ------- | -------- | ------------ |
| 1946 | Championnats d'Europe | Oslo    | 3e       | 3 min 15 s 0 |
| 1948 | Jeux olympiques d'été | Londres | 3e       | 3 min 16 s 0 |

### Records
| Épreuve    | Performance | Date |
| ---------- | ----------- | ---- |
| 400 mètres | 48 s 1      | 1947 |